# Square Monseigneur-Maillet
Le square Monseigneur-Maillet est un square du 19e arrondissement de Paris dans le quartier d'Amérique.

## Situation et accès
Le site est accessible par la place des Fêtes.
Il est desservi par les lignes 7 bis et 11 à la station Place des Fêtes.

## Origine du nom
Ce square porte le nom de Fernand Maillet, né à Paris en 1896 et mort en 1963, qui a dirigé la manécanterie des Petits Chanteurs à la Croix de Bois.

## Historique
Ce square qui a été créé en 1863 a pris son nom actuel après son réaménagement dans les années 1970.